# Ебергард Пробст
Ебергард Пробст (нім. Eberhard Probst; нар. 4 червня 1955, Кверфурт, Саксонія-Ангальт — 11 лютого 2024) — східнонімецький борець вільного стилю, дворазовий бронзовий призер чемпіонатів світу, триразовий бронзовий призер чемпіонатів Європи, учасник двох Олімпійських ігор.

## Життєпис
Боротьбою почав займатися з 1966 року. У 1974 році став срібним призером чемпіонату Європи серед молоді. У 1975 році здобув срібну медаль чемпіонату світу серед юніорів.
Він посів восьме та п'яте місця відповідно в легкій вазі на Олімпійських іграх у Монреалі 1976 року та 1980 року в Москві. У 1979 і 1982 роках він виграв бронзові медалі світової першості. А у 1976, 1979 і 1981 роках здобув бронзові нагороди на чемпіонаті Європи.
Виступав за спортивний клуб «Chemie» Галле. Тренери — Герберт Ленгардт
 Гельмут Вольф, Клаус Кропка.
У 1975-80 та 1983-85 роках Пробст вигравав титул чемпіона Східної Німеччини.
У 1984 році він почав кар'єру рефері з боротьби та брав участь у кількох великих змаганнях, включаючи двоє Олімпійських ігор в 1992 і 1996 роках. Він також став членом німецького арбітражного комітету в Німецькій асоціації боротьби.

## Спортивні результати на міжнародних змаганнях

### Виступи на Олімпіадах
| Змагання                    | Збірна | Вагова категорія          | Місце |
| --------------------------- | ------ | ------------------------- | ----- |
| Літні Олімпійські ігри 1976 | НДР    | вільна боротьба, до 68 кг | 8     |
| Літні Олімпійські ігри 1980 | НДР    | вільна боротьба, до 68 кг | 5     |

### Виступи на Чемпіонатах світу
| Змагання                        | Збірна | Вагова категорія          | Місце  |
| ------------------------------- | ------ | ------------------------- | ------ |
| Чемпіонат світу з боротьби 1977 | НДР    | вільна боротьба, до 68 кг | 4      |
| Чемпіонат світу з боротьби 1979 | НДР    | вільна боротьба, до 68 кг | Бронза |
| Чемпіонат світу з боротьби 1982 | НДР    | вільна боротьба, до 68 кг | Бронза |
| Чемпіонат світу з боротьби 1983 | НДР    | вільна боротьба, до 68 кг | 9      |

### Виступи на Чемпіонатах Європи
| Змагання                         | Збірна | Вагова категорія          | Місце  |
| -------------------------------- | ------ | ------------------------- | ------ |
| Чемпіонат Європи з боротьби 1976 | НДР    | вільна боротьба, до 68 кг | Бронза |
| Чемпіонат Європи з боротьби 1978 | НДР    | вільна боротьба, до 68 кг | 7      |
| Чемпіонат Європи з боротьби 1979 | НДР    | вільна боротьба, до 68 кг | Бронза |
| Чемпіонат Європи з боротьби 1980 | НДР    | вільна боротьба, до 68 кг | 6      |
| Чемпіонат Європи з боротьби 1981 | НДР    | вільна боротьба, до 68 кг | Бронза |
| Чемпіонат Європи з боротьби 1984 | НДР    | вільна боротьба, до 68 кг | 7      |

### Виступи на інших змаганнях
| Змагання                           | Збірна | Вагова категорія          | Місце  |
| ---------------------------------- | ------ | ------------------------- | ------ |
| Гран-прі Німеччини з боротьби 1976 | НДР    | вільна боротьба, до 68 кг | Золото |
| Гран-прі Німеччини з боротьби 1977 | НДР    | вільна боротьба, до 68 кг | Срібло |
| Гран-прі Німеччини з боротьби 1978 | НДР    | вільна боротьба, до 68 кг | Золото |
| Гран-прі Німеччини з боротьби 1980 | НДР    | вільна боротьба, до 68 кг | Золото |
| Гран-прі Німеччини з боротьби 1981 | НДР    | вільна боротьба, до 68 кг | Срібло |

### Виступи на змаганнях молодших вікових груп
| Змагання                                      | Збірна | Вагова категорія          | Місце  |
| --------------------------------------------- | ------ | ------------------------- | ------ |
| Чемпіонат Європи з боротьби серед молоді 1974 | НДР    | вільна боротьба, до 68 кг | Срібло |
| Чемпіонат світу з боротьби серед юніорів 1975 | НДР    | вільна боротьба, до 68 кг | Срібло |